# Pierre Marie Arthur Morelet
Pierre Marie Arthur Morelet (* 26. August 1809 in Lays-sur-le-Doubs (Département Saône-et-Loire); † 9. Oktober 1892 in Velars-sur-Ouche in der Nähe von Dijon) war ein französischer Naturforscher, Zeichner, Zoologe und Malakologe. Sein offizielles botanisches Autorenkürzel lautet „Morelet“.

## Leben
Morelet war der Sohn eines Bürgermeisters aus Dijon. Er heiratete Noémie de Folin – die Schwester von Léopold de Folin – mit der er zwei Töchter hatte. Als Mitglied der Kommission von Algerien, Commission de l'Algérie, nahm er vor allem als Zeichner naturgeschichtlicher Sachverhalte teil. Er hatte ein besonderes Interesse an Mollusken, über die er in vielen Publikationen berichtete, insbesondere zu Beginn seiner Forschungen über die Mollusken aus Afrika. Von der Académie des sciences aus Paris erhielt er im Jahre 1846 die Anregung zu einer Expedition nach Mittelamerika. Zu diesem Zweck wurde eine Kommission ernannt, seine Empfehlungen wurden durch Isidore Geoffroy Saint-Hilaire und Achille Valenciennes schriftlich in den Instructions générales rédigées par l'administration du Muséum (frei übersetzt: Allgemeine Anweisungen von der Verwaltung des Museums, des Muséum national d’histoire naturelle, für Reisende und Naturforscher) fixiert.
Im Jahr 1847 brach Morelet zu einer längeren Exkursion durch das südliche Mexiko und Mittelamerika auf. Ab 1848 präsentierte er seine Sammlung im Muséum national d’histoire naturelle in Paris. Er erreichte unter anderem 1846 Palenque und suchte diesen Ort 1871 erneut auf. Er reiste durch die mexikanischen Bundesstaaten Tabasco, Chiapas, Campeche und Yucatán, folgte dem Verlauf des Río Usumacinta, durch Petén und den ganzen Weg in das Hochland von Cobán und gelangte nach Guatemala und veröffentlichte 1851 seine Funde der nichtmarinen Mollusken in Testacea novissima Insulæ Cubanæ et Americæ Centralis. Darin beschrieb Morelet drei Mollusken-Arten aus Yucatán, drei Arten aus Campeche und einige andere Arten aus Mexiko und dem übrigen Mittelamerika – insgesamt waren es 22 Mollusken-Arten. Unter den Wirbeltieren, über die Morelet berichtete, ist das Beulenkrokodil (Crocodylus moreletii) von Bedeutung. Es wurde von Auguste Duméril und Gabriel Bibron beschrieben und nach seinem Entdecker benannt. Der deutsche Name weist auf die typische beulenförmige Erhebung der Schnauzenoberseite vor den Augen hin. Jahrzehntelang galt es als ausgestorben und wurde erst 1923 im Seengebiet von Belize wiederentdeckt. Außerdem beschrieb er im Jahre 1851 zwei Arten der Kiefern aus dem mittelamerikanischen Raum, die Karibische Kiefer (Pinus caribaea, Morelet 1851) und Pinus tropicalis (Morelet 1851).

## Nach Morelet benannte Arten
- Crocodylus moreletii, Duméril & Bibron 1851
- Agalychnis moreletii, Duméril 1853
- Patella moreleti, Drouet 1858
- Conus moreleti, Crosse 1858
- Ommatoiulus moreletii, Lucas 1860
- Clavator moreleti, Crosse & Fischer 1868
- Edentulina moreleti, Adams 1868
- Leidyula moreleti, Fischer 1871
- Mesaspis moreletii moreletii, Bocourt 1871
- Letourneuxia moreleti, Hesse 1884
- Onoba moreleti, Dautzenberg 1889

## Mitgliedschaften
1845 wurde Morelet von Félix Édouard Guérin-Méneville als Mitglied Nummer 297 der Société Cuvierienne vorgestellt.
- Mitglied und Ehrenpräsident der Académie des Sciences, Arts et Belles-lettres de Dijon

## Schriften (Auswahl)
- Description des mollusques terrestres et fluviatiles du Portugal. Baillière, Paris 1845.
- Testacea novissima Insulæ Cubanæ et Americæ Centralis. Baillière, Paris 1849 (Online [abgerufen am 8. Oktober 2021]).
- Description de deux nouvelles espèces de pins. In: Revue horticole de la Cote d'Or. Journal mensuel publié par la Société d'horticulture du département. Jg. 1, 1851, S. 105–107 (Zwei Erstbeschreibungen).
- Voyage dans l'Amérique centrale, l'ile de Cuba et le Yucatan. Paris 1857 (us.archive.org [PDF; 41,7 MB; abgerufen am 8. Oktober 2021]).
- Iles Açores. Notice sur l'histoire naturelle des Açores suivie d'une description des mollusques terrestres de cet archipel. Baillières, Paris, London, New York 1860.
- Colimacea in insula Mauritii de novo reperta. In: Revue et magasin de zoologie pure et appliquée (= 2). Band 18, 1866, S. 62–63 (biodiversitylibrary.org [abgerufen am 8. Oktober 2021]).
- Mollusques terrestres et fluviatiles. Baillières, Paris, London, New York 1868 (us.archive.org [PDF; 7,7 MB; abgerufen am 8. Oktober 2021]).